# کارسون (میسیسیپی)
کارسون (به انگلیسی: Carson) یک منطقهٔ مسکونی در ایالات متحده آمریکا است که در شهرستان جفرسون دیویس، میسیسیپی واقع شده‌است. کارسون ۱۵۳٫۹۳ متر بالاتر از سطح دریا واقع شده‌است.